# 主題演講
主題演講（Keynote）、主旨演讲或主旨演说是公开演讲活動或會議中一个確立基本主旨的演讲。公司在舉辦演講活動時更重视发表主題演講。主旨演讲为接下来的活动或会议议程確立了框架。